# Sokolska planina
Sokolska planina (srp. Соколска планина) je planina u Srbiji jedna od četiri brda koje čine grupu Podrinskih planina zajedno s planinama Jagodnjom, Boranjom i Gučevom. 
Sokolska Planina je najveći brdski vjenac rađevinsko-jadranskog Podrinja, uzdiže se jugoistočno od grada Krupnja između Drine, Azbukovice, Rađevine i Jagodnje. Omeđena je tokovima Drine i Uzovnice na zapadu, Ljubovije na jugu te Krive reke i Bogoštice na sjeveroistoku, a odvaja Rađevinu (i Jadar) od Podrinja. Granicu između Sokolske planine i Jagodnje čini Vukova reka. Sokolska planina se pruža dinarski od Šapca (923 m) i Mačkovog Kamena (843 m) do Proslopa na jugoistoku. Ubraja se u brda, odnosno gore, s najvišim vrhom Rožnjem (973 m).

## Vanjske poveznice
- Sokolska planina